# L'Homme du large
L'Homme du large (prt: O Homem do Largo) é um filme mudo dramático francês de 1920 dirigido por Marcel L'Herbier e baseado no conto Un drame au bord de la mer de Honoré de Balzac. Foi filmado na costa sul da Bretanha. 

## Sinopse
Nolff, um pescador bretão devoto, fez um voto de silêncio e vive como um eremita à beira-mar. Ninguém chega perto dele, exceto o noviço de vestido de branco que lhe traz comida.
Anos antes, cheio de desprezo pela humanidade e pela vida, Nolff constrói sua casa no topo de uma falésia remota e se dedica à pesca e à esposa e filhos; sua filha Djenna, trabalhadora e obediente, e seu filho Michel, a quem ele idolatra e está determinado a transformar em "um homem livre, um marinheiro". Mas Michel é egoísta, explorando o afeto cego de seu pai e, à medida que cresce, odiando o mar. Ele torna-se viciado nos prazeres da cidade, atraído ao mau caminho por seu amigo Guenn-la-Taupe. Em uma festa de Páscoa, a única ocasião do ano em que Nolff e sua família se juntam às pessoas da cidade em suas festividades, a esposa de Nolff fica doente e, enquanto ela é levada para casa, Michel foge para um bar de má reputação na cidade para se encontrar com a dançarina Lia. Djenna vai atrás dele para levá-lo ao lado da cama de sua mãe, mas Michel volta ao bar, onde ele briga com o protetor de Lia e o esfaqueia. Nolff paga pela libertação de Michel da prisão, mas quando eles voltam para casa, encontram sua mãe morta.
Precisando de dinheiro para gastar com Lia, Michel rouba as economias que sua mãe havia guardado para Djenna, mas ele é pego por Nolff, que promete "devolvê-lo a Deus". Nolff amarra Michel no fundo de um barco e o joga ao mar. Ele então adota a vida de um eremita à beira-mar, enquanto Djenna entra em um convento. Meses depois, Djenna recebe uma carta de Michel: ele sobreviveu e agora é um homem mudado, ganhando a vida como marinheiro. Quando Nolff ouve que Michel quer voltar para casa, ele se lamenta ao mar, arrependido de seu julgamento do filho.

## Elenco
- Jaque Catelain como Michel
- Roger Karl como Nolff
- Marcelle Pradot como Djenna
- Claire Prélia como A Mãe
- Charles Boyer como Guenn-la-Taupe
- Claude Autant-Lara como Amigo de Michel
- Dimitri Dragomir como Amigo de Michel
- Suzanne Doris como Lia
- Philippe Hériat como  O Protetor
- Lili Samuel como A Lésbica
- Georges Forois como O Pescador
- Pâquerette como A Senhoria

## Produção
Após o sucesso do filme anterior de L'Herbier, Le Carnaval des vérités, a Gaumont permitiu-lhe mais recursos para seu próximo projeto e, na primavera de 1920, ele escreveu um esboço de um cenário vagamente baseado em um conto filosófico de Balzac chamado Un drame au bord de la mer. Sua intenção era usar novamente o mar da Bretanha como protagonista de um drama, uma ideia que ele havia explorado anteriormente em seu cenário para Le Torrent (1917), mas agora pretendia usá-lo de forma mais lírica. Ele deu à sua história o título L'Homme du large.
Em junho de 1920, L'Herbier levou uma grande equipe para a Bretanha para filmar ao redor das costas de Morbihan e Finistère, onde procurou as paisagens selvagens que estabeleceriam o contraste moral da história entre a pura grandeza do mar e as tentações corruptas da terra. Pela primeira vez ele teria um "diretor assistente", um jovem chamado Raymond Payelle que logo adotaria o nome profissional de Philippe Hériat. Em sua equipe também havia como cenógrafo Claude Autant-Lara, e ele e Hériat também desempenharam pequenos papéis no filme. Em outro papel coadjuvante, Charles Boyer fez sua estreia no cinema.
A estrutura narrativa de L'Herbier era original, pois começa pelo final e depois conta a história em flashback; ele alegou ser a primeira vez que esse dispositivo foi usado no cinema. L'Herbier também adotou uma abordagem original no uso dos intertítulos, que, em vez de serem inseridos entre as cenas do filme, foram integradas à própria imagem e portanto não interrompiam o fluxo do filme.

## Recepção
A primeira exibição pública de L'Homme du large ocorreu em 3 de dezembro de 1920 no Palácio Gaumont, em Paris. Foi recebido com entusiasmo pelo público e pela imprensa. O arquivista Henri Langlois descreveu o filme como "o primeiro exemplo de um roteiro sólido". Ele argumentou que o filme não era apenas uma narrativa de eventos interligados por legendas, mas uma sequência de imagens cuja mensagem transmitia uma ideia; os intertítulos sobrepostos reforçavam as imagens como se fossem ideogramas.
Uma recepção não tão calorosa veio dos censores franceses. Uma semana após o lançamento do filme, ele teve que ser retirado de exibição devido a objeções a partes da cena da cabaré, que mostravam alguns beijos e carícias lascivas entre duas mulheres. L'Herbier negociou com o censor e fez alguns pequenos cortes na cena, de modo a "mostrar menos e sugerir mais". As exibições do filme foram retomadas e, alguns meses depois, L'Herbier reinseriu o material censurado no negativo original.

## Restauração
Em 1998, uma restauração detalhada do filme foi realizada pelo CNC Archives françaises du film e a Gaumont. Envolveu a reconstrução de muitos dos intertítulos e o esquema de tonalidade das cores usando as anotações originais de L'Herbier. O trabalho foi concluído e apresentado em 2001. Uma partitura original de orquestra foi composta por Antoine Duhamel. Um DVD da versão restaurada foi emitido pela Gaumont em 2009.